# みやま零
みやま 零（みやま ぜろ、Miyama-Zero、3月20日 - ）は、日本のイラストレーターおよび原画家、同人作家。
大阪市在住。「まやせろみ」名義で美少女ゲームのシナリオライターとしても活動している。

## 経歴
滋賀県立彦根東高等学校卒業。小説家の瑞智士記は高校の同級生であった。PCゲームの原画や小説の挿絵、カードゲームのイラストなどを担当している。また、同人サークル「Stray Moon」として関西を拠点に同人活動を行っており、同人ソフトをはじめ、ゲームの設定資料などを発表している。2008年には、自身初となる画集『カスタムメイド・ガール』が発売された。

## 作風
繊細なタッチで描かれるイラストが好評を博しており、王道を行きながらも、個性的でかつマニアックな二面性をもった作品を描く。感情的に不安定な思春期の少年少女や、女装癖を持つ少年、ツンデレ（ツン寄り）を好みとする。

## 作品リスト

### PCゲーム原画
（商業作品のみ、同人作品は「Stray Moon」のウェブサイトを参照）
- Princess Bride（130cm：キャラクターデザイン、原画）
- Princess Brave 雀卓の騎士（130cm：キャラクターデザイン、原画）
- 彼女たちの流儀（130cm：キャラクターデザイン、原画、シナリオ）
- ドラマCD お姉ちゃんの3乗（Marron：イラスト）
- ダンジョンクラッカー（13cm：モンスターデザイン）
- 2005上半期リリスベストセレクションwith女子寮えっち♪ （リリス：「女子寮えっち♪」原画）
- 俺サマのラグナRock（あかべぇそふとつぅTRY：オーディン原画）
- 猫撫ディストーション（WHITESOFT：七枷琴子原画）
- 猫撫ディストーション Exodus（WHITESOFT）

### ゲーム
- 星霜のアマゾネス（キャラクターデザイン）
- マギアレコード 魔法少女まどか☆マギカ外伝（三穂野せいらキャラクターデザイン・カードイラスト）

### 小説挿絵
ジュブナイルポルノ（成人向け）
- キルタイムコミュニケーション刊二次元ドリームノベルズ
  - 暴走プリンセス エリス姫の受難（著：斐芝嘉和、2004年11月17日発売）ISBN 4-86032-123-5
  - 魔法少女スプラッシュリセ（著：羽沢向一、2005年12月22日発売）ISBN 4-86032-225-8
  - 魔導戦姫セレスティア（著：相川アキオ、2006年11月20日発売）ISBN 4-86032-322-X
- フランス書院刊美少女文庫
  - Myシリーズ（著：わかつきひかる）
  - あまえて 騎士ねえ様（著：あすなゆう、2008年4月30日初版）ISBN 978-4-8296-5844-4
  - ボクの女神は淫魔（リリス）サマ!?（著：わかつきひかる、2009年6月30日初版）ISBN 978-4-8296-5884-0
  - ガールズ☆レッスン（著：わかつきひかる、2009年11月20日初版）ISBN 978-4-8296-5894-9

ライトノベル（一般向け）
- 彼岸・此岸 -アチラ・コチラ-（著：田代裕彦 / 月刊ドラゴンマガジン龍皇杯）
- ハイスクールD×D（著：石踏一榮 / 富士見ファンタジア文庫）
- 織田信奈の野望（著：春日みかげ / GA文庫）
- 織田信奈の野望 全国版（著：春日みかげ / 富士見ファンタジア文庫）
- 大奥のサクラ（著：日日日 / 角川スニーカー文庫）
- 転生魔王のジュリエット（著：久慈マサムネ / 富士見ファンタジア文庫）
- 織田信奈の学園（著：春日みかげ / 富士見ファンタジア文庫）
- 異世界ドロンジョの野望（著：大楽絢太、原作・監修：タツノコプロ / KADOKAWA）

### 画集
- カスタムメイド・ガール（アスキー・メディアワークス刊、2008年7月31日発売）ISBN 978-4-0486-7030-2
- メン・アット・ガールズ（アスキー・メディアワークス刊、2012年7月28日発売）ISBN 978-4-04-886769-6

### Lycee
- Lycee ver.Visual Art's 3.0「ヒースクリフ・コズグレーヴ」「花葉千佐都」「嘉島聖」「由希せせり」
- Lycee ver.ういんどみる 1.0「式守伊吹」「神代珠美」「知絵の杖」
- Lycee ver.Visual Art's 4.0「山内聖児」「秋名涼月「ノリコ」「杉浦佳推」「シルバーブレイズ」「ケータイ刑事 尾瀬道櫻子」「風のこたろー」
- Lycee ver.Alicesoft 4.0 戦国ランス「月光」「坂本龍馬」
- Lycee ver.TypeMoon 3.0「バーサーカー」「間桐桜」「イヤリング」
- Lycee ver.Nitroplus 1.0「アキラ」「劉豪軍」「風のうしろを歩むもの」
- Lycee Another Edition 2「姫史 愛生」
- Lycee ver.CARAMEL BOX 1.0「月瀬小夜音」「厳島貴子」
- Lycee ver.07th Expansion 1.0「竜宮レナ」「前原圭一」「カケラ紡ぎ」
- Lycee ver.Visual Art's 5.0「二木佳奈多」「等々力チカ」「リッチ」
- Lycee ver. オーガスト 2.0「東儀征一郎」「千堂瑛里華」
- Lycee ver. Leaf 4.0「小牧郁乃」「森川由綺」「向坂雄二」
- Lycee Another Edition 3「秋名涼月」
- Lycee ver.プロダクションぺんしる 1.0「アクティ・アクセル」「壬生華鈴」「蒼乃野乃香」
- Lycee ver.Navel 2.0「林田美咲」「プリムラ」
- Lycee ver.あかべぇそふとつぅ1.0「宇佐美ハル」
- Lycee VA Based Edition1「白銀朱音」
- プロモーションカード「嘉島聖」「姫史愛生」「白銀鳥羽莉」「白銀朱音」「姫史愛生」「弓曳火乃香」「南条蘭」「リッチ」

### その他
- テレビアニメ『僕は友達が少ない』第8話エンドカードイラスト
- テレビアニメ『ガヴリールドロップアウト』第11話エンドカードイラスト

### 雑誌
- 電撃萌王編集部 (2013a), “半獣幼女 Half.7 うさぎハーフ”, 電撃萌王 (アスキー・メディアワークス) (2013年6月号):  71, 雑誌コード 16476-06、定期刊行物コード 4910164760633-00933
- 電撃萌王編集部 (2013b), “半獣幼女 Half.10 蜘蛛ハーフ”, 電撃萌王 (KADOKAWA) (2013年12月号):  53, 雑誌コード 04340-12、定期刊行物コード 4910043401237-00933

### 書籍
- 伊藤真広、村中宣彦（編）、2006、「【プロ作家】→【同人名義】データベース」、『ゲームラボ特別編集「現代視覚文化研究」』、三才ブックス ISBN 4-86199-061-0 pp. 192